# いつも上天気
『いつも上天気』（いつもじょうてんき、It's Always Fair Weather）は1955年のアメリカ合衆国のミュージカル映画である。

## 概要
当初は、1949年に公開された『踊る大紐育』の続編として構想されていた。しかし、MGM製作部門のチーフだったドア・シャリーが前作に出演したフランク・シナトラとジュールス・マンシンの起用に難色を示したため、3人の水兵を兵隊に設定変更、ジーン・ケリーが主人公なのはそのままに、シナトラ、マンシンに当たる役は、それぞれマイケル・キッド、ダン・デイリーが演じた。そして、前作の3人娘の代わりにシド・チャリシー、ドロレス・グレイが出演している。
当時すでにMGMミュージカルの黄金期は過ぎていたこともあり、前作ほどの評判は及ばなかったが、ダンスシーンの多くが後にオムニバス『ザッツ・エンターテインメント』で取り上げられるなど、映画の出来そのものは前作に見劣りしない。
ケリーがローラースケートを履いてニューヨークで唄い踊るシーンは特に有名で、『レオン』では主演のジャン・レノが名画座でそのくだりを見ているシーンが登場する。
2025年現在、日本国内でのDVD、BDの発売は行われていない。

## ストーリー
第二次世界大戦後、除隊したテッド、ダグ、アンジーの3人の兵隊が帰還船の着港したニューヨークにあるティム親爺の酒場で10年後の再会を誓って別れた。そして10年後の1955年、テッドはボクシング選手キッドのマネージャーとなり、ダグはテレビ局の重役に、アンジーは小さいハンバーガー屋の亭主になっていた。それぞれの人生の歩み方はあまりに違っており、3人は再会したもののお互いどこかしっくりこなかった。その後3人で行ったレストランでテッドはジャッキーという女性と知り合い、彼女が演出する人気テレビ番組「真夜中のマデリン」のリハーサルを見に行くことに。そこで、彼女は自身の担当するコーナーがぱっとしないため、彼ら3人を番組に出演させようといろいろ作戦を立てる。ダグは会社の上役に掴えられ、、ジャッキーはテッドを、番組の出演者であるマデリンはアンジーをそれぞれ放さないことになった。そしていよいよ番組が始まる。と同時に、過去のボクシング試合のもつれから、テッドを追って来たチャーリーとその一味が乱入したので番組は大乱闘へ。そこで3人は昔の戦友時代に帰ってチャーリーらを全員倒してしまった。そして3人には友情が戻り、テッドはジャッキーと結ばれ、最後はお互い帰路につくのだった。

## キャスト
| 役名             | 俳優             | 日本語吹替 |
| ---------------- | ---------------- | ---------- |
| テッド           | ジーン・ケリー   | 羽佐間道夫 |
| ダグ             | ダン・デイリー   | 川久保潔   |
| アンジー         | マイケル・キッド | 加茂嘉久   |
| ジャッキー       | シド・チャリシー | 此島愛子   |
| マデリン         | ドロレス・グレイ | 駒村クリ子 |
| フィールディング | ポール・マクシー | 塩見竜介   |

## スタッフ
- 監督：ジーン・ケリー、スタンリー・ドーネン
- 製作：アーサー・フリード
- 原作：ベティ・カムデン 、アドルフ・グリーン
- 音楽：アンドレ・プレヴィン
- 作詞：ベティ・カムデン、アドルフ・グリーン
- 脚色：ベティ・カムデン、アドルフ・グリーン
- 撮影：ロバート・ブロナー
- 美術：ヘレン・ローズ
- 編集：アドリアン・フェイザン

### 日本語版
- 演出：近森啓祐
- 翻訳：九鮎子
- 調整：中里勝範
- 制作：東北新社